# Stade Alboury-Ndiaye
Le stade Alboury Ndiaye, également connu sous le nom de stade de Louga, est un stade omnisports situé à Louga, au Sénégal.
Avec une capacité de 3 000 places, c'est le stade où le club ASAC Ndiambour accueille ses matchs.

## Historique
le stade a été inauguré le 3 avril 1982 par l'ancien chef de l'État du Sénégal Abdou Diouf. Le nom fait référence à Alboury Ndiaye, ancien Bourba du Djoloff, le stade est fréquemment utilisé pour des matchs de football de ligue 1, ligue 2, coupe du Sénégal. Il peut aussi servir d'athlétisme et de basketball.

## Caractéristiques
Le stade améliore sa sécurité en y installant plusieurs caméras, après plusieurs violences entre supporters de football amateur en navétane,.

## Construction
En 2005, une rénovation a eu lieu pour 23 millions (Franc CFA).
Le stade a été entièrement réhabiliter le 7 juin 2013 par l'entreprise chinoise Natong Construction Group Co.,Ltd grâce à la coopération sino-senegalaise pour la rénovation des stades régionales.
De nouvelles réhabilitations ont lieu en 2022 d’une valeur de 2 milliards (Franc CFA). Le stade s’agrandit pour passer à 5000 places, pour accueillir les futures compétitions.
Le stade bénéficie du projet rénovation pour les Jeux olympiques de la jeunesse de 2026, bien qu’il ne sera pas utilisé pendant la compétition 